# Arquitetura nômade
Arquitetura nômade é um conceito de arquitetura onde construções podem ser montadas, desmontadas, transportadas, armazenadas e depois remontadas em outro local para outros fins. Na arquitetura nômade, o que é sólido se desmancha no ar, muda de forma ou renasce em outro lugar. A denominação "Arquitetura nômade" vem da própria palavra nômade, que significa o povo que não tem moradia fixa e se desloca constantemente de lugar.
A estrutura circense é um dos exemplos mais antigos e conhecida de todos.
Em 1960, um grupo de arquitetos ingleses chamado Archigram publicou projetos considerados utópicos na época de megaestruturas móveis, prédios que pareciam robôs, e as Walking Cities, cidades inteiras que se deslocavam, um sonho da contracultura.
Atualmente, esse conceito tem sido muito usado em eventos que necessitam de obras grandiosas, como os Jogos Olímpicos. Desde os Jogos de Pequim (2008), em que o país teve prejuízo com as instalações criadas para o evento (os chamados elefantes brancos), este tipo de obra tem ganhado cada vez mais adeptos. Segundo os defensores deste novo conceito, uma vantagem das obras modulares é a rapidez de construção. Além disso, ela traz vantagens na parte ambiental, por reaproveitar a edificação e colaborar com a redução do impacto ambiental e na parte social, por poder ser reutilizada de uma forma mais adequada ao momento.